# کلیه ترانه‌های پشت‌صفحه‌ای
کلیه ترانه‌های پشت‌صفحه‌ای (به انگلیسی: Complete 'B' Sides) یک آلبوم گردآوری‌شده اثر پیکسیز، گروه آلترنیتیو راک آمریکایی است. این آلبوم کلیه حاوی ترانه‌هایی است که به صورت ترانه پشت‌صفحه‌ای در تک‌اهنگ‌های مربوط به شش آلبوم استودیویی گروه منتشر شده بودند. این ترانه‌ها مربوط به شش تک‌اهنگ از مجموع هفت تک‌آهنگی منتشر شده در بریتانیا طی دهه‌های ۱۹۸۰ و ۱۹۹۰، و همینطور یک تک‌آهنگ از ایالات متحده می‌شوند. تک‌آهنگ هفتم گروه، نامه به ممفیس، ترانه پشت‌صفحه‌ای نداشت.